# Angel (film, 2008)
Angel är en svensk dramafilm från 2008 i regi av Colin Nutley. Helena Bergström spelar titelrollen som Angel.

## Handling
Angel (Helena Bergström) är en popstjärna vars popularitet avtagit med åren. Hon vill ha massmedial uppmärksamhet och hennes man och manager Rick (Rolf Lassgård) föreslår att hon ska iscensätta sin egen död.

## Rollista
- Helena Bergström (Angel)
- Elisabet Carlsson (Eva)
- Rolf Lassgård (Rick)
- Johan Rabaeus (Magnus)
- Rikard Wolff (Jess)
- Peter Gardiner (Sam)